# کلمنس ویکلر
کلمنس ویکلر (آلمانی: Clemens Wickler؛ زادهٔ ۲۸ آوریل ۱۹۹۵) بازیکن والیبال ساحلی اهل آلمان است.